# Armenia na Zimowych Igrzyskach Olimpijskich 2018
Armenia na Zimowych Igrzyskach Olimpijskich 2018 – występ kadry sportowców reprezentujących Armenię na igrzyskach olimpijskich w Pjongczangu w 2018 roku.
W kadrze znalazło się troje zawodników – dwóch mężczyzn i jedna kobieta. Reprezentanci Armenii wystąpili w czterech konkurencjach w dwóch dyscyplinach sportowych – biegach narciarskich i narciarstwie alpejskim.
Funkcję chorążego reprezentacji Armenii podczas ceremonii otwarcia i zamknięcia igrzysk pełnił biegacz narciarski Mikajel Mikajelian. Reprezentacja Armenii weszła na stadion jako 42. w kolejności, pomiędzy ekipami z Singapuru i Argentyny.
Był to 7. start reprezentacji Armenii na zimowych igrzyskach olimpijskich i 13. start olimpijski, wliczając w to letnie występy.

## Skład reprezentacji

### Biegi narciarskie
| Konkurencja                                         | Zawodnik           | Kwalifikacje | Kwalifikacje | Ćwierćfinały | Ćwierćfinały | Półfinały | Półfinały | Finały  | Finały  | Finały  |
| Konkurencja                                         | Zawodnik           | Czas         | Miejsce      | Czas         | Miejsce      | Czas      | Miejsce   | Czas    | Strata  | Miejsce |
| --------------------------------------------------- | ------------------ | ------------ | ------------ | ------------ | ------------ | --------- | --------- | ------- | ------- | ------- |
| Bieg indywidualny kobiet na 10 km stylem dowolnym   | Katia Galystian    | —            | —            | —            | —            | —         | —         | 30:25,1 | +5:24,6 | 72.     |
| Sprint indywidualny mężczyzn stylem klasycznym      | Mikajel Mikajelian | 3:37,40      | 72. nq       | NQ           | NQ           | NQ        | NQ        | NQ      | NQ      | 72.     |
| Bieg indywidualny mężczyzn na 15 km stylem dowolnym | Mikajel Mikajelian | —            | —            | —            | —            | —         | —         | 39:01,4 | +5:17,5 | 83.     |

### Narciarstwo alpejskie
| Konkurencja     | Zawodnik         | Przejazd 1 | Przejazd 1 | Przejazd 2 | Przejazd 2 | Czas łączny | Miejsce |
| Konkurencja     | Zawodnik         | Czas       | Miejsce    | Czas       | Miejsce    | Czas łączny | Miejsce |
| --------------- | ---------------- | ---------- | ---------- | ---------- | ---------- | ----------- | ------- |
| Slalom mężczyzn | Aszot Karapetian | 1:02,47    | 50.        | 1:05,61    | 41.        | 2:08,08     | 42.     |